# Denis Gratias

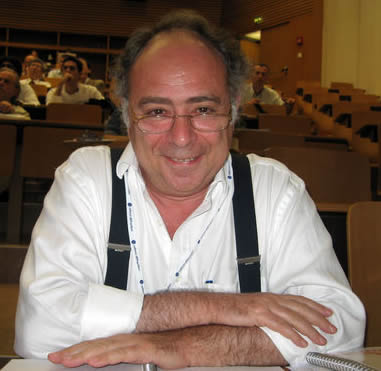
Denis Gratias

Denis Gratias (* 22. September 1947 in Paris)  ist ein französischer Physiker und Kristallograph. Er gehört zu den Pionieren der Quasikristalle.
Gratias besuchte das Lycée Janson de Sally in Paris, studierte 1967 bis 1970 an der École nationale supérieure de chimie de Paris (ENSCP) und wurde dort 1978 promoviert mit einer Dissertation zur Kristallographie (Cristallographie des interfaces dans les cristaux homogènes). Als Post-Doktorand war er an der University of California, Berkeley, am Centre d'Études de Chimie Métallurgique (CECM) in Vitry-sur-Seine und an der University of California, Santa Barbara, bei John W. Cahn. In diese Zeit fiel die Entdeckung von Quasikristallen durch Dan Shechtman (1982), das auch zum Hauptforschungsgebiet von Gratias wurde. Bei der Rückkehr arbeitete er wieder am CECM in enger Zusammenarbeit mit dem Zentrum für theoretische Physik der École polytechnique. 2000 wechselte er an das Laboratoire d'étude des microstructures (LEM) von  CNRS und ONERA in Châtillon. Er ist Forschungsdirektor des CNRS. Er lebt in Sceaux.
1991 bis 2002 lehrte er als Chargé de Cours (Professor) an der École Polytechnique und 1997 bis 2005 am ENSCP.
1999 erhielt er den Prix Jean Ricard und 1994 die Silbermedaille des CNRS. 1994 wurde er korrespondierendes Mitglied der Académie des sciences.

## Schriften
- mit Richard Portier: Time-like perturbation method in high-energy electron diffraction. In: Acta Crystallographica. Section A: Foundations of Crystallography. Band 39, Nr. 4, 1983, S. 576–584, doi:10.1107/S0108767383001105.
- mit Juan M. Sanchez, François Ducastelle: Generalized cluster description of multicomponent systems. In: Physica. A: Statistical Mechanics and its Applications. Band 128, Nr. 1/2, 1984, S. 334–350, doi:10.1016/0378-4371(84)90096-7.
- mit Dan Shechtman, Ilan Blech, John W. Cahn:  Metallic phase with long-range orientational order and no translational symmetry. In: Physical Review Letters. Band 53, Nr. 20, 1984, S.  1951–1953, doi:10.1103/PhysRevLett.53.1951.
- mit John W. Cahn, Dan Shechtman: Indexing of icosahedral quasiperiodic crystals. In: Journal of Materials Research. Band 1, Nr. 1, 1986, S. 13–26, doi:10.1557/JMR.1986.0013.
- mit Marianne Cornier-Quiquandon, Annick Quivy, S. Lefebvre, Erik Elkaim, Gernot Heger, André Katz: Neutron-diffraction study of icosahedral Al-Cu-Fe single quasicrystals. In: Physical Review. B: Covering Condensed Matter and Materials Physics. Band 44, Nr. 5, 1991, S. 2071–2084, doi:10.1103/PhysRevB.44.2071.
- mit Yvonne Calvayrac, Annick Quivy, M. Bessière, S. Lefebvre, Marianne Cornier-Quiquandon: Icosahedral AlCuFe alloys: towards ideal quasicrystals. In: Journal de Physique. Band 51, Nr. 5, 1990, S. 417–431, doi:10.1051/jphys:01990005105041700.
- mit Françoise Faudot, Annick Quivy, Yvonne Calvayrac, M. Harmelin: About the Al–Cu–Fe icosahedral phase formation. In: Materials Science and Engineering. A: Structural Materials. Band 133, S. 383–387, doi:10.1016/0921-5093(91)90093-3.
- mit André Katz: A geometric approach to chemical ordering in icosahedral structures. In: Proceddings of the Fourth International Conference on Quasicrystals. St. Louis, MO, USA 31 May–5 June 1992 (= Journal of Non-Crystalline Solids. 153/154). North-Holland, Amsterdam 1993, S. 187–195, doi:10.1016/0022-3093(93)90340-4.
- als Herausgeber mit Françoise Axel: Beyond Quasicrystals. Winter School, Les Houches, March 7–18, 1994 (= Centre de Physique des Houches. 3). Springer u. a., Berlin u. a. 1995, ISBN 3-540-59251-2.